# Westchester, Illinois
Westchester este o localitate în comitatul Cook, situată în nord-estul statului Illinois. Ea aparține de regiunea metropolitană a orașului Chicago. Westchester este amplasat la altitudinea de 197 m deasupra n.m., ocupă o suprafață de 8,2 km² și avea în 2000, 16.824 loc. Localitatea se află la 20 km vest de Chicago.

## Personalități marcante
- Kathryn Hahn, actriță
- Philip Caputo, author and journalist (A Rumor of War); born in Westchester
- Marco D'Amico, mafia member of the Chicago Outfit
- Mario Anthony DeStefano, mafia member of the Chicago Outfit
- Jim Durkin, state legislator representing Illinois 82nd District
- Kathryn Hahn, actress (Crossing Jordan); born in Westchester
- John Hinsdale, open source software advocate; born and raised in Westchester
- Michael Sarno, mafia member of the Chicago Outfit